# Elys Guzmán
Elys Manuel Guzmán García (Santo Domingo, 24 maggio 1982) è un cestista dominicano.

## Carriera
Con la Rep. Dominicana ha disputato i Campionati americani del 2011.